# Mihlali Mayambela
Mihlali Samson Mabhuti Mayambela (ur. 25 sierpnia 1996 w Kapsztadzie) – południowoafrykański piłkarz grający na pozycji pomocnika w klubie Aris Limassol oraz reprezentacji Południowej Afryki. Brązowy medalista Pucharu Narodów Afryki 2023.

## Kariera
W 2016 roku wyjechał do Szwecji i występował w Djurgårdens. Był wypożyczany do Degerfors IF, IK Brage oraz SC Farense. Z ostatnim klubem związał się na dłużej, ale również trafiał na wypożyczenia. Grał w Bene Jehuda Tel Awiw i Aris Limassol. W 2022 został piłkarzem Arisu Limassol. W sezonie 2022/23 zdobył z drużyną Mistrzostwo Cypru oraz Superpuchar Cypru.
W reprezentacji Południowej Afryki zadebiutował 24 września 2022 w meczu z Sierra Leone. W tym samym spotkaniu zdobył pierwszą bramkę w kadrze. Został powołany na Puchar Narodów Afryki 2023, gdzie zajął z drużyną 3. miejsce.